# Daniel Herman
Daniel Herman (ur. 28 kwietnia 1963 w Czeskich Budziejowicach) – czeski urzędnik państwowy i były ksiądz katolicki, w latach 2010–2013 dyrektor Instytutu Badania Reżimów Totalitarnych, w latach 2014–2017 minister kultury.

## Życiorys
W 1984 podjął studia na Wydziale Teologicznym w Litomierzycach. Święcenia kapłańskie uzyskał w 1989, rok później objął funkcję sekretarza biskupa Miloslava Vlka. W 1996 został rzecznikiem prasowym Konferencji Episkopatu Czech, zajmował to stanowisko do 2005. Następnie przez dwa lata pracował w prezydium czeskiej policji, po czym w 2007 wniósł o przeniesienie do stanu świeckiego. Podjął zatrudnienie w administracji państwowej jako urzędnik resortów spraw wewnętrznych i kultury. Współpracował też z profesorem Janem Švejnarem. W latach 2010–2013 był dyrektorem Instytutu Badania Reżimów Totalitarnych.
W wyborach parlamentarnych w 2013 z listy Unii Chrześcijańskiej i Demokratycznej – Czechosłowackiej Partii Ludowej uzyskał mandat deputowanego do Izby Poselskiej. 29 stycznia 2014 objął stanowisko ministra kultury w koalicyjnym rządzie Bohuslava Sobotki. Zajmował je do 13 grudnia 2017. Nie uzyskał w tymże roku poselskiej reelekcji, zaś w 2018 bez powodzenia kandydował do Senatu.